# 迴盲瓣
迴盲瓣（ileocecal valve）是分隔大腸和小腸的括约肌瓣，即迴肠末端向盲肠的开口（迴盲口，ileocecal orifice）处，其肠壁环形肌增厚并覆以黏膜而形成的上下两片突向盲肠肠腔的半月形黏膜皱襞。
迴盲瓣的主要功能是避免大腸內的物質迴流進回肠。每天約有二公升的流體會經過迴盲瓣進入大腸。

## 外部連結
- Diagram at amatsu.co.uk
- （英文）largeintestine 在韦斯利诺曼的解剖课上（乔治城大学） (cecuminside)